# 山口城 (美濃国)
山口城（やまぐちじょう）は、岐阜県本巣市にあった日本の城（山城）。

## 歴史
『美濃国諸旧記』によれば、鎌倉時代に梶原景時が城主を務めたとあるが、定かでない。美濃国の古記録によると古田重勝（兵部）が城主であったという。

## 構造
標高345メートルの権現山山頂を削平して曲輪が形作られ、その周りに幅2から6メートルの腰曲輪が設けられている。南東に削平された中の城と呼ばれる場所があり、城の一部であったと考えられている。

## 所在地
岐阜県本巣市山口権現山山頂